# Libanobythus milkii
Libanobythus milkii  (лат.) — ископаемый вид мелких архаичных ос из семейства Scolebythidae из отложений мелового периода (янтарь). Единственный вид рода Libanobythus. В Ливане была выпущена почтовая марка с изображением Libanobythus milkii в янтаре.

## Название
Libanobythus — от Libanus «Ливан» и -bythus — часть названия типового рода Scolebythus. Milkii — по фамилии профессора Р. Милки, одного из авторов статьи с описанием рода и вида.

## Описание
Найдены в меловых отложениях Ливана. Голова широкая. Формула шпор голеней: 1-1-1.